# 國際五旬節聖潔會
國際五旬節聖潔會（英語：International Pentecostal Holiness Church, IPHC），或簡稱五旬節聖潔會（Pentecostal Holiness Church, PHC）是一個聖潔-五旬節基督教派系，於1911年由兩個較舊的美國教派合併而成。 教會在歷史上以美國東南部為中心， 尤其是卡羅來納州和喬治亞州，現在在國際上佔有一席之地。2000年，教會報告在全球擁有超過100萬教眾，包括其附屬機構在內則有超過300萬成員。
教會深受美國兩大復興運動的影響，即19世紀末的聖潔運動和20世紀初的五旬節復興運動。 教會的神學根源，來自約翰·衛斯理關於成聖的教義。

## 歷史

### 根源
美國南方監理會的某些成員支持教會中的聖潔運動，但其他人卻並不贊成，因此導致1894年的爭議。在十年之中包括五旬節聖潔會在內，大約有25個新的聖潔教會應運而生。

#### 火浸聖潔會
五旬節聖潔會最早期的奠基組織，是起源於1895年在愛荷華州奧爾米茨的火浸聖潔協會（Fire-Baptized Holiness Association）。1898年8月，來自內布拉斯加州林肯的領袖、前浸信宗傳教士本傑明·H·歐文（Benjamin H. Irwin），在南卡羅來納州安德森將協會改成教會組織，稱為全國火浸聖潔會。 當時，歐文的傳道團體已經在美國8州和加拿大2省成立教會。
1898年，堪薩斯州東南部火浸聖潔協會因教義上的差異（主要是拒絕第三次恩典工作），因而解除與其他教會的關係，這個派系現在被稱為聖經聖潔會。

#### 北卡羅來納五旬節聖潔會
1898年，首個以五旬節聖潔會為名的會眾，在北卡羅來納州戈爾茲伯勒成立。這座教會是衛理公會派傳教士艾伯納·布萊克蒙·克魯普勒（Abner Blackmon Crumpler）佈道事工的結果。 早在一年之前，克魯普勒創立非教派的北卡羅來納州聖潔協會。 他因為宣揚與衛理公會其他教會不同的聖潔教義，而被衛理公會教會法庭審判，最終無罪釋放；於此，他與幾個追隨者離開衛理公會，成立一個稱為「五旬節聖潔會」的新教派，「五旬節」是當時是聖潔運動的通用名稱。
首次大會於1900年在北卡羅來納州費耶特維爾舉行，採用宗派紀律，克魯普勒當選主席。1901年，在北卡羅來納州木蘭的會議上，「五旬節」一詞從教會名稱中刪除，以便更充分地將教會與聖潔運動聯繫起來。 接下來的八年裡，教會被稱為「北卡羅來納聖潔會」（The Holiness Church of North Carolina）。 此時，教會在北卡羅來納州以外也有會眾，主要是分佈在南卡羅來納州和弗吉尼亞州。
1903年，衛理公會牧師加斯頓·B·卡什韋爾加入克倫普勒的團體，成為東海岸教會和五旬節運動的領軍人物。 1906年，卡什韋爾前往加利福尼亞州洛杉磯，在亞蘇撒街傳教團參觀五旬節復興。他並在那裡聲稱，接受聖靈的洗禮和說方言的證據。1906年12月返回北卡羅來納州鄧恩後，卡什韋爾開始在當地的聖潔教會宣講五旬節復興的經歷。
五旬節復興的影響力越來越大，與此同時，教會領袖和創始人克魯普勒雖然願意接受說方言，但不承認這是聖洗的最初證據的想法。 在1908年的年會上，克魯普勒再次當選為主席；然而，由於大多數代表都經歷過方言，他意決永久地脫離教會。 克倫普勒離開後，會議在信仰聲明中增加一篇文章，承認方言是最初的證據：
我們相信五旬節的洗禮是恩典的第三步工作，藉聖靈與火的澆灌為成聖之信徒預備的能力；這是藉信心所接受肯定的經驗。這經驗的證明就是藉聖靈說起別的語言來。（路加福音11:13；使徒行傳1:5；2:1-4；8-17；10:44-46；19:6）
五旬節聖潔會派遣海外傳教團成立於1904年，其成員都是女性。 1907年，T·J·麥金托什牧師（Rev. T. J. McIntosh）前往中國，相信是第一位訪華的五旬節派傳教士。

### 合併與分立

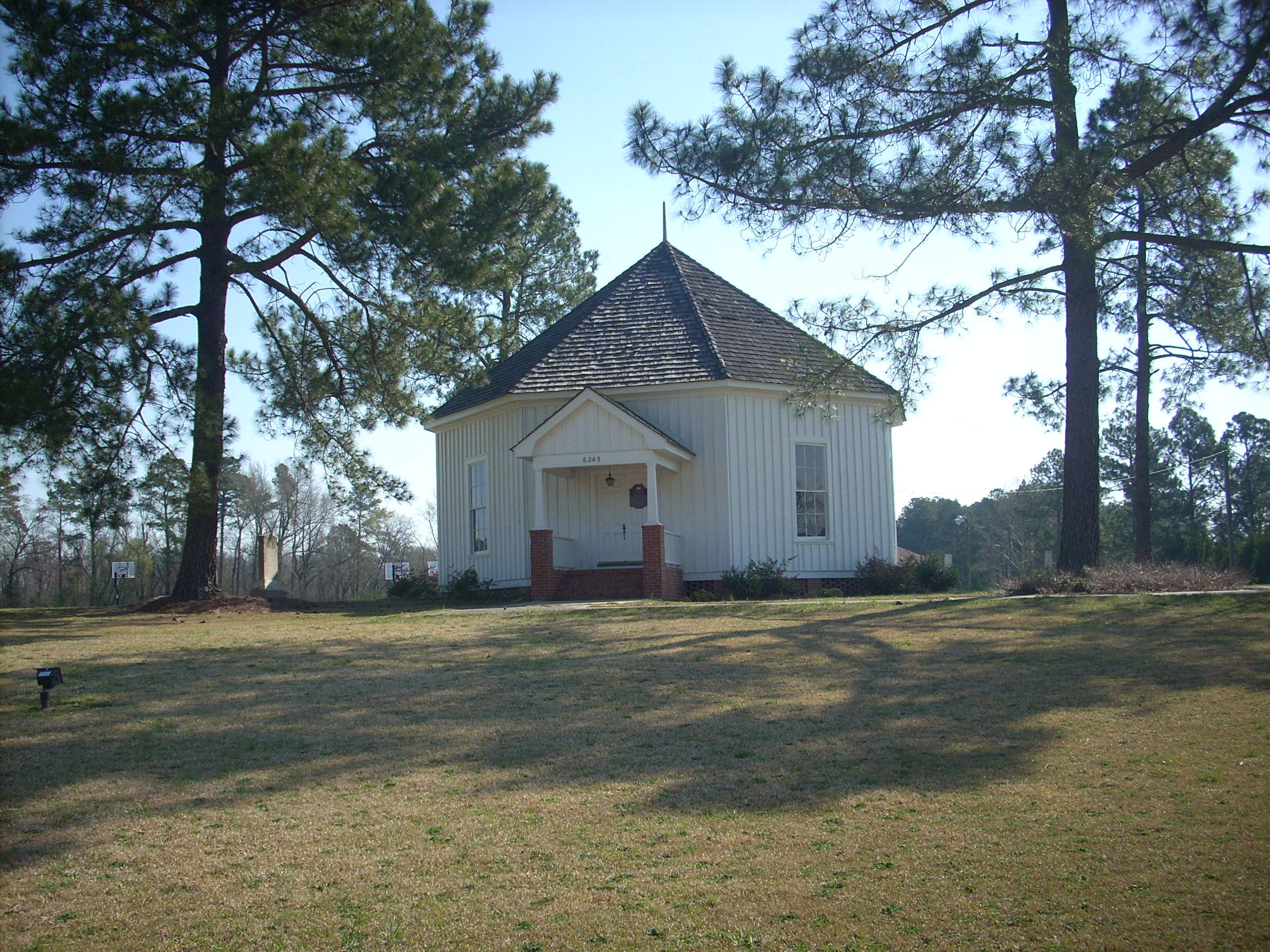
法爾孔會幕是兩個團體於1911年合併的地標

大約在同一時間，火浸聖潔協會也接受五旬節教義，認為聖靈的洗禮是一直在尋求的「火的洗禮」。有鑑於與五旬節聖潔會在教義和地理範圍上的相似性，他們開始就合併進行談判。1911年1月30日，兩個團體在北卡羅來納州法爾孔的法爾孔會幕合併。新教派取名為五旬節聖潔會。 S·D·佩奇（S. D. Page）當選為第一任總監督。
隨著1911年合併之後，原屬於布魯頓長老宗的會幕五旬節會（Tabernacle Pentecostal Church）於1915年與五旬節聖潔會合併。 這個教會由大約15個會眾組成，擁有長老會的根源，主要位於南卡羅來納州，隸屬於格林維爾的尼克斯·福爾摩斯聖經學院（Nickles Holmes Bible College）。 合併後的新教派繼續命名為五旬節聖潔會，擁有約200個教堂，約5,000名成員。1918年，在喬治亞州富蘭克林斯普林斯以9,000美元（相等於2024年的188,144美元）的價格，購買該教派的第一個總部財產。
1918年，一些希望對著裝、娛樂、煙草和兩性交往有更嚴格標準的五旬節聖潔會成員退出，成立五旬節火浸聖潔會（Pentecostal Fire-Baptized Holiness Church）。 1920年，五旬節聖潔會又因信仰治療和藥物使用而出現教派分裂。一些牧師認為，雖然贖罪提供神聖的醫治，但基督徒仍然有權求助於藥物和醫生。當時教會中的大多數人，與許多其他五旬節派一樣，相信信仰上帝會治愈病痛，而不求助於世俗的手段。1921年，少數人退出並成立公理聖潔會。

### 進一步的發展
五旬節聖潔會於1943年成為全國福音派協會的創始成員，並於1948年加入北美五旬節派團契。一年之後在總部大會上，與由大多數黑人教眾組成聯合聖潔會合併的嘗試失敗，因為對方提出要求，希望可以幫助黑人教眾進入教會學校和大學。
1960年代，五旬節聖潔會開始與世界各地的五旬節姊妹團體建立聯繫，在美國以外的地區設立分支教會。1967年，與智利五旬節循道會（Pentecostal Methodist Church）建立聯繫，該教會是世界上最大的五旬節教會之一，也是智利最大的非天主教教會。 當時，約塔貝切五旬節循道會是世界上最大的會眾，擁有超過60,000名成員，現在僅次於韓國首爾擁有超過150,000名成員的汝矣島純福音教會，使教派擴增至擁有170萬跟隨者。 1985年，與巴西衛斯理安循道會（Wesleyan Methodist Church）建立類似的隸屬關係，這是一個源於巴西循道會的新靈恩運動團體，1995年時約有50,000名成員和信徒。
1975年，五旬節聖潔會在教會名稱中添加「國際」這個詞語。

### 近期
美國最大的五旬節聖潔會教堂，包括：俄克拉荷馬市的蓋茨教堂（The Gate Church）、費耶特維爾的諾斯伍德聖殿（Northwood Temple）、俄克拉荷馬州塔爾薩的精神生命堂（SpiritLife Church）、俄克拉荷馬市的伊斯特波因特社區教堂（Eastpointe Community Church）、佛羅里達州塔拉赫西塔拉西的萬邦教堂（All Nations Church）和維吉尼亞州林奇堡的生命之樹事工部（Tree of Life Ministries）。
2000年，國際五旬節聖潔會報告全球有10,463座教堂，以及超過100萬（包括附屬機構在內超過340萬）成員。 2006年，美國有1,965座教堂，以及308,510名會友。 五旬節聖潔會在90多個國家有28個區域會議和傳教團，國際辦事處曾經位於喬治亞州富蘭克林斯普林斯，現在位於俄克拉荷馬市郊區的伯大尼。
2011年1月，五旬節聖潔會在北卡羅來納州法爾孔舉辦特別活動，慶祝1911年合併百年紀念。

## 教義
五旬節聖潔會的教義在使徒信經和信條中都有闡述。 這些信仰教義在1945年成文，前四條與衛理公會的前四條信仰綱領基本相同。
五旬節聖潔會信仰共同的福音派信仰，包括：三位一體、位格合一、基督為赦罪而被釘在十字架、復活和升天、聖經無錯謬、天國和地獄的字面信仰以及每個信徒都執行大使命的責任。教會也將水洗禮和聖餐禮（每季度舉行一次的公開聖餐）視為神聖的教儀；另外，雖然並未被視為是一項教令，有些教會也從事洗腳禮的做法。

### 基本教義
自從1908年通過靈浸的信條以來，五旬節聖潔會教導以下五個信條作為主要的教義：因信稱義、完全成聖、通過說方言證明聖靈的洗禮、基督的贖罪（包括信仰治療）以及基督在千禧年前的第二次降臨。

#### 因信稱義
五旬節聖潔會認為，再多的善行也不能稱義或得救，只有相信基督的流血、復活和稱義的義，才能實現這一點。然而，善行是得救的產物。當我們相信耶穌基督是我們的救主時，我們的罪就得到赦免，被稱義，進入一種公義的狀態，這不是我們自己的，而是他的，既是歸算，也是分賜。

#### 成聖
五旬節聖潔會作為一個聖潔教會，認為對於基督徒來說，耶穌基督所流的血，不僅是對實際的過犯做出寬恕，而且是為洗淨信徒內在的罪惡及其污染。這是重生之後所獲得潔淨的經驗，是恩典的第一步工作。 成聖是恩典的第二步工作，是重生之後藉著信心立時可獲得肯定的經驗；成聖能除去內在的罪惡，在恩典中長進，和分別為聖，被神使用。

#### 聖靈的洗禮
五旬節聖潔會相信「藉聖靈與火的澆灌為成聖之信徒預備的能力」，信徒要接受洗禮，必須有潔淨的心靈和生活，遠離罪惡、紛爭、世俗和驕傲，必須避免傾向於使聖靈憂傷或熄滅的態度和行為。
五旬節聖潔會將所有信徒在聖靈施洗時所經歷聖靈的洗禮，與最初證據的說方言區分開來，後者並不是每個信徒都會得到的恩賜。說方言只是聖靈洗禮的第一個標誌，之後的其他證據包括：聖靈的果實、為基督作見證的能力、忍受信心考驗和世俗反對的能力。除了說方言外，聖經中記載的其他屬靈恩賜也在五旬節聖潔會中發揮作用，以造就基督的身體。

#### 神聖的醫治
五旬節聖潔會相信「基督的救贖能給人身體的醫治」。 會眾會為病患的康復祈禱，教會長老會按手並膏抹被祈禱的人。雖然早期的五旬節聖潔會反對接受醫療，強調神聖的治療，但今天情況並非如此。教會教導基督徒應該相信神的醫治，但也宣傳醫學知識是通過上帝的恩典傳給人類。

#### 第二次來臨
五旬節聖潔會相信耶穌基督即將再臨，這是千禧年前的第二次降臨，祂將親自降臨，並且祂的再臨是隨時都可以實現。基督降臨分為兩個階段發生：第一階段是大災難前聖徒被提，第二階段是大災難末了基督再來打敗敵基督，審判列國，開始祂的千禧年統治。

## 結構
五旬節聖潔會的組織反映衛理公會的傳統，受到聯繫制的約束，這是一種主教制和會眾制的混合系統。 教會的權柄由地方教會、四年一度的區會和總會共同分享。
五旬節聖潔會在地方事務上實行自治，由牧師領導。牧師的責任是布道、執行教儀並促進會眾的「精神福利」。 此外，牧師是教會委員會的主席，除了牧師以外，教會委員會由執事和一名由教會成員選出的秘書或財務主管組成。 委員會對牧師和教會成員負責，同時牧師對四年一度的會議負責。
在地方上，多間教會被組織成區會，並由區會監督領導。監督在屬靈擔任著主教的角色，並在行政擔任著區會的首席執行官。所有區會監督均由當地區會選舉產生，但對總監督負責。
五旬節聖潔會世界大會是教會的最高行政機構，在其下是區域、年度、地區和傳教士會議。 當大會閉會期間，主教會議 充當教會的管理機構。在五旬節聖潔會之中，術語「主教」和「監督」可以互換使用。教會承認聖經中的主教職位，但不相信歷史的主教職位或堅持使徒統緒教義。 2012年，A·D·比查姆博士（Dr. A. Doug Beacham Jr.）當選總監督兼主持主教。

## 教育和慈善機構
國際五旬節聖潔會擁有五所附屬高等教育機構，並經營著多家慈善組織。國際五旬節聖潔會學院設立的五所高等教育機構，是：喬治亞州富蘭克林斯普林斯的伊曼紐爾學院、南卡羅來納州格林維爾的霍姆斯聖經學院、俄克拉何馬州伯大尼的西南基督教大學和加利福尼亞州聖何塞的優勢學院。
慈善機構包括法爾孔兒童之家（Falcon Children's Home）、墮胎替代事工部（Alternative to Abortion Ministries）、新生收養機構（New Life Adoption Agency）和伯大尼兒童健康中心（Bethany Children's Health Center）。

## 著名的神職人員
有些源出自五旬節聖潔會的傳道人，已經獲得比教會本身更大的知名度，例如國際知名的靈恩派傳教士奧拉爾·羅伯茨、美南浸信會前任主席查爾斯·斯坦利和前神召會廣播傳教士C·M·沃德（C.M. Ward）。

## 延伸閱讀
- Encyclopedia of American Religions, J. Gordon Melton, editor
- Handbook of Denominations in the United States, by Frank S. Mead, Samuel S. Hill, and Craig D. Atwood

## 外部連結
- 官方网站